# Hilara lutea
Hilara lutea är en tvåvingeart som beskrevs av Friedrich Hermann Loew 1863. Hilara lutea ingår i släktet Hilara och familjen dansflugor. Inga underarter finns listade i Catalogue of Life.